# 纳蒂索内河畔圣彼得罗
納蒂索內河畔圣彼得罗（義大利語：San Pietro al Natisone），又译为圣彼得罗-阿尔纳蒂索内，是意大利弗留利-威尼斯朱利亚大区乌迪内省的一个市镇。总面积23.98平方公里，人口2226人，人口密度92.8人/平方公里（2009年）。ISTAT代码为030103。